# Katia Rodríguez
Katia Rodríguez ist eine dominikanische Sängerin.
Rodríguez’ musikalische Begabung wurde während ihres Studiums am Colegio San Gabriel in Santo Domingo entdeckt, wo sie mit Mitstudenten die Gruppe Las Juveniles gründete und einen Gesangswettbewerb organisierte. Als Solistin des Cristo Salvador sang sie ihre erste Plattenaufnahme, das Lied Abandono von Fifa Núñez.
Sie sang dann im Chor der musikalischen Revue der  Show Caliente und begann eine Ausbildung als Sekretärin und trat daneben als Begleiterin von Frank Ceara, Mario Martínez, Nivia Quezada, Dante Cucurullo, Guarionex Aquino und anderen auf. Bekannt wurde sie als Mitglied der Gruppe Mandarina, mit der sie die Merengue Mi Moreno von Pochy Familia y Su Cocoband aufnahm und eine Konzerttournee durch Peru und Panama unternahm.
Danach wechselte sie zu Henry Jiménez’ Gruppe Gozamba und dann zur Merengue-Band des Hotels Jaragua, wo sie auch Medleys von Songs Donna Summers und Madonnas und Lieder von Michael Bulton sang. Von dort wechselte sie zur Gruppe Tríada, mit der sie 1993 die Dominikanische Republik beim Festival Oti de la Canción in Valencia vertrat. In der Folgezeit trat sie mit zahlreichen Sängern wie Milly Quezada, Joselín Quezada, Handy Féliz, Charityn, Ángela Carrasco, Cherito, Héctor Acosta, Félix de Óleo, Maridalia Hernández, Frank Ceara, Fernando Villalona, José Antonio Rodríguez, Claudio Cohén, Raúl Grisanty, Jerry Legrand, Omar Franco, Martha Echenique, Wason Brazobán und Ney Nilo auf und sang Songs von Komponisten und Arrangeuren wie Manuel Tejada, Amaury Sánchez, Jorge Taveras, José Antonio Rodríguez, Peng Bian Sang, Frank Ceara und Misael Mañón und René Brea.
Beim Konzert Bachata Sinfónica im Teatro Nacional und dem Gran Teatro del Cibao unter Leitung von Amaury Sánchez wurde sie von der Gruppe Monchy y Alexandra, von Sonia Silvestre, Zacarías Ferreira, Elvis Martínez, Leonardo Paniagua, Yoskar Sarante, José Manuel Calderón und Inocencio Cruz begleitet. In Programmen wie Sonido para una Imagen, Discoforever, Música de los 80 und La Bella y la Bestia wurde sie u. a. von Miriam Cruz, Máximo Martínez, Estefani Fatule, Carolina Rivas, Ana Féliz, Audrey Campos, Roger Zayas-Bazán, Dolly García, Daniel Santacruz, José Guillermo Cortines und Leonor García. In der von William Liriano produzierten und von Ramón Orlando geleiteten Show Los Merengues del Casandra stand sie mit Pavel Núñez, Sergio Hernández, Diómedes Núñez, Jackeline Estévez und anderen Künstlern auf der Bühne.
1996 beteiligte sich Rodríguez als Sängerin mit einer eigenen Komposition, dem Lied Cristo Te Ama Como Eres, an einem Programm in der Kirche El Buen Pastor, bei dem Spenden zu Gunsten der Armen von Jarabacoa gesammelt wurden. Sie war dann zehn Jahre Mitglied des Chores der Kirche La Casa de la Anunciación und gründete dort mit Maris Corniell und Manuela Vólquez den Jugendchor Los Hijos de la Luz. Seit 2000 engagiert sie sich in der Kirche  Más que Vencedores.
Als Komponistin beteiligte sich Rodríguez 2005 mit der Bachata Viviendo el Amor am Wettbewerb Premio de Música de Casa de Teatro. Beim Wettbewerb Que Viva el Merengue kam sie mit der Komposition Viva la Esperanza ins Halbfinale. 2010 vollendete sie die Produktion ¡Tú y Yo! mit eigenen Kompositionen und Songs von Cherito, Víctor del Villar, Ivelisse Gell und José de los Santos.